# Truyère
Truyère (okcitansko Truèire) je reka v južni Franciji, desni pritok Lota. Izvira  v jugozahodnem delu Centralnega masiva na višini 1.450 m severno od Mendeja, od koder teče pretežno proti zahodu in se po 167 km pri Entrayguesu izliva v Lot.
Na svoji poti ustvari več vodnih zajetij za potrebe hidroelektrarn, med drugim 11 km² veliko jezero Lac de Grandval. Njen glavni levi pritok je 67 km dolga reka Bès, ki se vanjo izliva pri Fournelsu. Pri kraju Ruynes-en-Margeride je čez reko speljan viadukt Garabit, zgrajen v letih 1880 do 1884 pod vodstvom francoskega inženirja Gustava Eiffla, dolžine 565 m, višine 122 m.

## Geografija

### Porečje
| - Mézère - Triboulin - Rimeize - Limagnole - Ander - Ternes | - Bès - Épi - Remontalou - Lévandès - Lebot - Vezou | - Brezons - Argence - Ondes - Bromme - Goul - Selves |

### Departmaji in kraji
Reka Truyère teče skozi naslednje departmaje in kraje:
- Lozère: Le Malzieu-Ville,
- Cantal
- Aveyron: Entraygues-sur-Truyère.